# Nesticella mollicula
Nesticella mollicula là một loài nhện trong họ Nesticidae.
Loài này thuộc chi Nesticella. Nesticella mollicula được Thorell miêu tả năm 1898.